# Полін Моран
Полін Моран (англ. Pauline Moran; народилася 26 серпня 1947 року у Блекпулі, графство Ланкашир, Велика Британія) — британська акторка театру і кіно. Найбільш відома за роллю міс Лемон у телесеріалі Пуаро Агати Крісті.

## Біографія
Полін навчалася в декількох школах, включаючи Національний молодіжний театр та Королівську академію драматичного мистецтва. Вона також була професійним астрологом з 1987 року. Хоча в основному вона актриса театру, Моран з'являлася в таких фільмах, як «Добрий Солдат» (1981), «Жінка в чорному» (1989) та «Маленький хаос» (2014), а також у телевізійній серії 1983 року «Клеопатри». З 1965 р. по 1970 р. вона грала на бас-гітарі у гурті «Трійця Вона».

## Фільмографія
| Рік       | Назва українською    | Назва мовою оригіналу    | Роль               |
| --------- | -------------------- | ------------------------ | ------------------ |
| 2014      | Маленький хаос       | A Little Chaos           | Аріан              |
| 1989-2013 | Пуаро Агати Крісті   | Agatha Christie's Poirot | Міс Лемон          |
| 2003      | Байрон               | Byron                    | Місіс Картейн      |
| 1995      | Електронні жучки     | Bugs                     | Джульєтта Броді    |
| 1989      | Жінка в чорному      | The Woman in Black       | Жінка в чорному    |
| 1989      |                      | Shadow of the Noose      | Рубі Рей           |
| 1988      | Казкар               | The Storyteller          | Королева           |
| 1984      | В'язень Зенди        | The Prisoner of Zenda    | Антоінет де Бауман |
| 1983      | Клеопатра            | The Cleopatras           | Клеопатра Бернейке |
| 1982      | П'ятихвилинні фільми | Five-Minute Films        | Вчитель            |
| 1981      | Перебіжчик           | The Trespasser           | Хелен              |
| 1981      | Добрий Солдат        | The Good Soldier         | Майсе Майдан       |
| 1981      |                      | ITV Playhouse            | Леслей Хучісон     |
| 1979      | Королівський суд     | Crown Court              | Карол Ґіббс        |
| 1977      | Надприродний         | Supernatural             | Мері Лоренс        |
| 1977      | Ніколас Нікельбі     | Nicholas Nickleby        | Міс Петровкер      |
| 1977      | Романс               | Romance                  | Циганська жінка    |
| 1976      |                      | The ITV Play             | Хелен              |